# Footballeur islandais de l'année

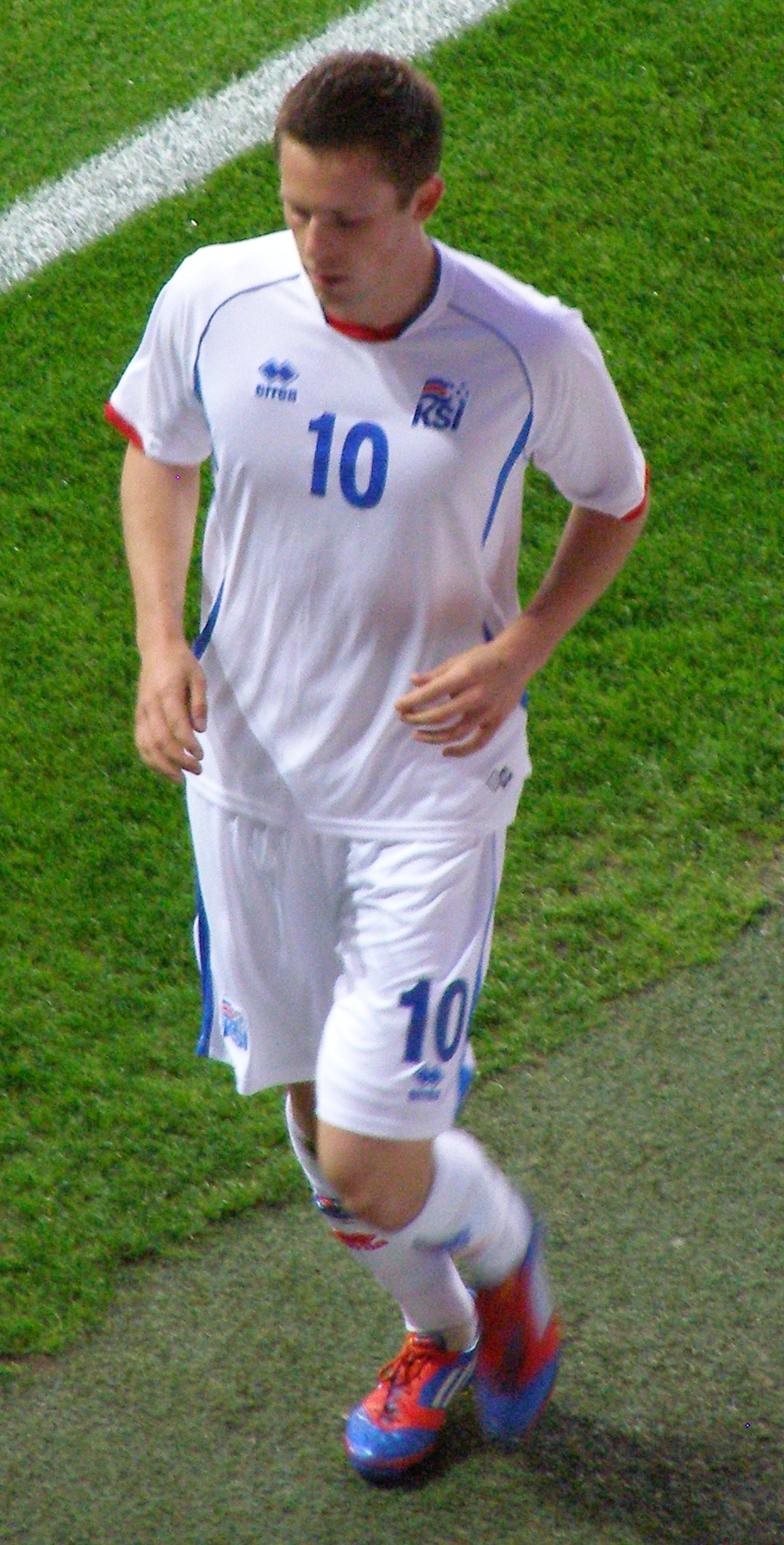
Gylfi Sigurðsson, photographié ici en 2012, récompensé cinq fois du prix masculin.

Le Footballeur islandais de l'année est un prix annuel choisi par un jury composé d'arbitres, d'entraîneurs et d'anciens joueurs afin de déterminer le meilleur joueur de l'Islande.

## Histoire
Le premier prix a été attribué à Guðni Kjartansson en 1973. Initialement, cette distinction aurait pu être donné à un joueur et une joueuse lors de la même année. Asta Gunnlaugsdóttir fut la première et seule femme qui remporta ce prix en 1994. C'est pourquoi, en 1997, le prix a été divisé en deux catégories: hommes et femmes.
En 1989, Ólafur Þórðarson est le premier footballeur à remporter le prix, tout en jouant à l'étranger. Cette année-là, il évoluait dans le club norvégien Brann. Depuis 1997, le prix n'est plus donné aux joueurs de l'Úrvalsdeild, car ils possèdent déjà leur propre récompense (créé en 1984).
Jusqu'en 2004, le prix était décerné par la Fédération d'Islande de Football. Il est maintenant choisi par un panel d'arbitres, d'entraîneurs et d'anciens joueurs.

## Gagnants

### Hommes & Femmes
| Année | Joueur                 | Club       |
| ----- | ---------------------- | ---------- |
| 1973  | Guðni Kjartansson      | ÍBK        |
| 1974  | Jóhannes Eðvaldsson    | Valur      |
| 1975  | Árni Stefánsson        | Fram       |
| 1976  | Jón Pétursson          | Fram       |
| 1977  | Gísli Torfason         | ÍBK        |
| 1978  | Karl Þórðarson         | ÍA         |
| 1979  | Marteinn Geirsson      | Fram       |
| 1980  | Matthías Hallgrímsson  | ÍA         |
| 1981  | Guðmundur Baldursson   | Fram       |
| 1982  | Þorsteinn Bjarnason    | ÍBK        |
| 1983  | Sigurður Jónsson       | ÍA         |
| 1984  | Bjarni Sigurðsson      | ÍA         |
| 1985  | Guðmundur Þorbjörnsson | Valur      |
| 1986  | Guðmundur Torfason     | Fram       |
| 1987  | Pétur Ormslev          | Fram       |
| 1988  | Sævar Jónsson          | Valur      |
| 1989  | Ólafur Þórðarson       | Brann      |
| 1990  | Bjarni Sigurðsson      | Valur      |
| 1991  | Eyjólfur Sverrisson    | Stuttgart  |
| 1992  | Arnar Gunnlaugsson     | ÍA         |
| 1993  | Sigurður Jónsson       | ÍA         |
| 1994  | Ásta Gunnlaugsdóttir   | Breiðablik |
| 1995  | Birkir Kristinsson     | Fram       |
| 1996  | Ólafur Adolfsson       | ÍA         |

Source:

### Hommes

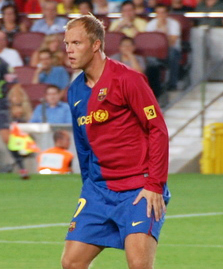
Eiður Guðjohnsen, photographié ici en 2008 lorsqu'il jouait au FC Barcelone, a gagné le prix à sept reprises.

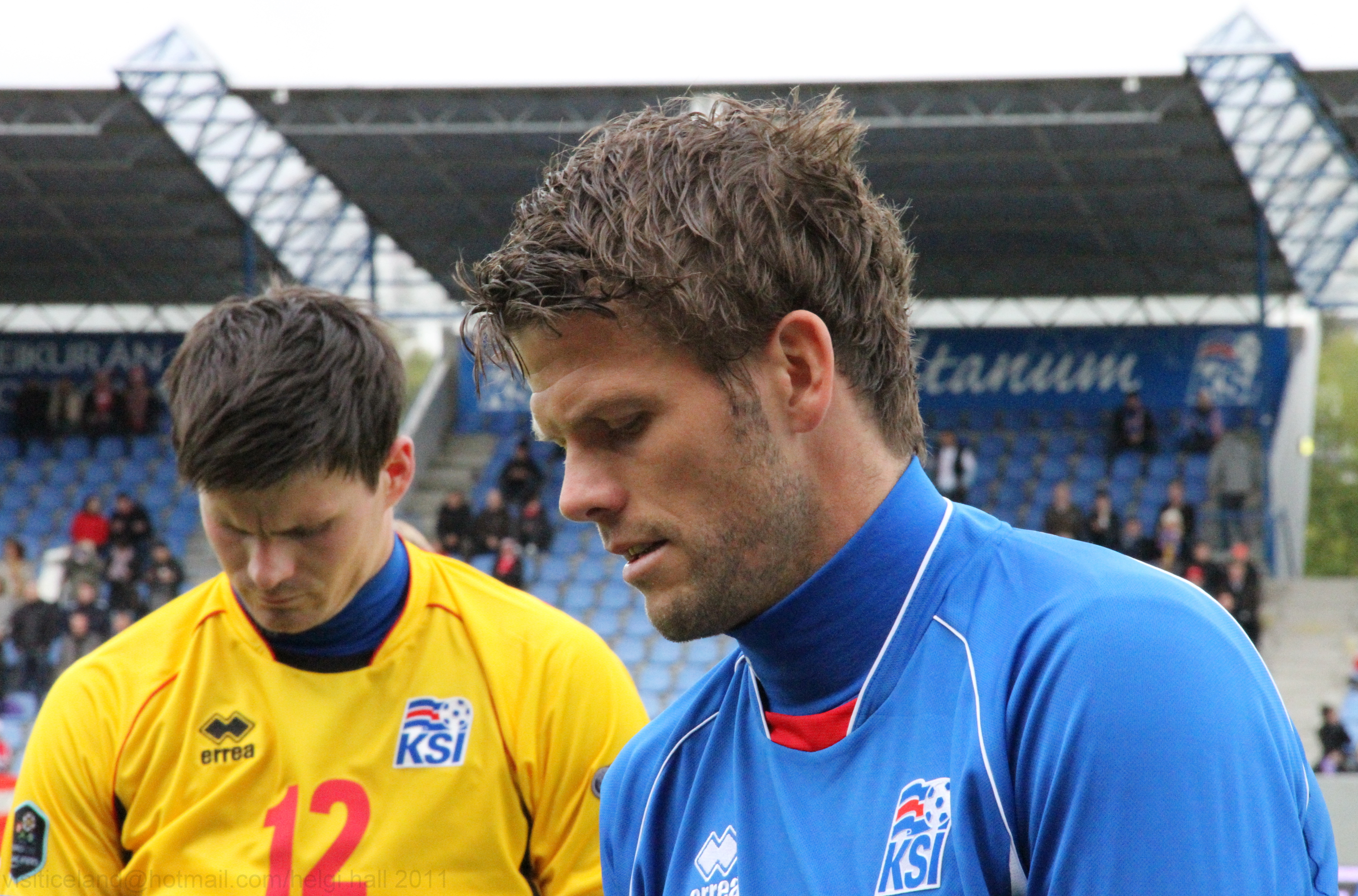
Hermann Hreiðarsson, que l'on voit ici sur la droite en 2011, est trois fois vainqueur du prix homme.

| Année | Joueur                 | Club                             |
| ----- | ---------------------- | -------------------------------- |
| 1997  | Hermann Hreiðarsson    | Crystal Palace                   |
| 1998  | Eyjólfur Sverrisson    | Hertha Berlin                    |
| 1999  | Eyjólfur Sverrisson    | Hertha Berlin                    |
| 2000  | Hermann Hreiðarsson    | Ipswich Town                     |
| 2001  | Eiður Guðjohnsen       | Chelsea                          |
| 2002  | Rúnar Kristinsson      | Lokeren                          |
| 2003  | Eiður Guðjohnsen       | Chelsea                          |
| 2004  | Eiður Guðjohnsen       | Chelsea                          |
| 2005  | Eiður Guðjohnsen       | Chelsea                          |
| 2006  | Eiður Guðjohnsen       | Chelsea / Barcelona              |
| 2007  | Hermann Hreiðarsson    | Portsmouth                       |
| 2008  | Eiður Guðjohnsen       | Barcelona                        |
| 2009  | Eiður Guðjohnsen       | Barcelona / Monaco               |
| 2010  | Gylfi Sigurðsson       | Reading / Hoffenheim             |
| 2011  | Heiðar Helguson        | Queens Park Rangers              |
| 2012  | Gylfi Sigurðsson       | Swansea City / Tottenham Hotspur |
| 2013  | Gylfi Sigurðsson       | Tottenham Hotspur                |
| 2014  | Gylfi Sigurðsson       | Tottenham Hotspur / Swansea City |
| 2015  | Gylfi Sigurðsson       | Swansea City                     |
| 2016  | Gylfi Sigurðsson       | Swansea City                     |
| 2017  | Gylfi Sigurðsson       | Everton FC                       |
| 2018  | Gylfi Sigurðsson       | Everton FC                       |
| 2019  | Gylfi Sigurðsson       | Everton FC                       |
| 2020  | Gylfi Sigurðsson       | Everton FC                       |
| 2021  | Kári Árnason           | Víkingur Reykjavik               |
| 2022  | Hákon Arnar Haraldsson | FC Copenhague                    |
| 2023  | Hákon Arnar Haraldsson | FC Copenhague/ LOSC Lille        |
| 2024  | Orri Óskarsson         | FC Copenhague/ Real Sociedad     |

Source,:

### Femmes

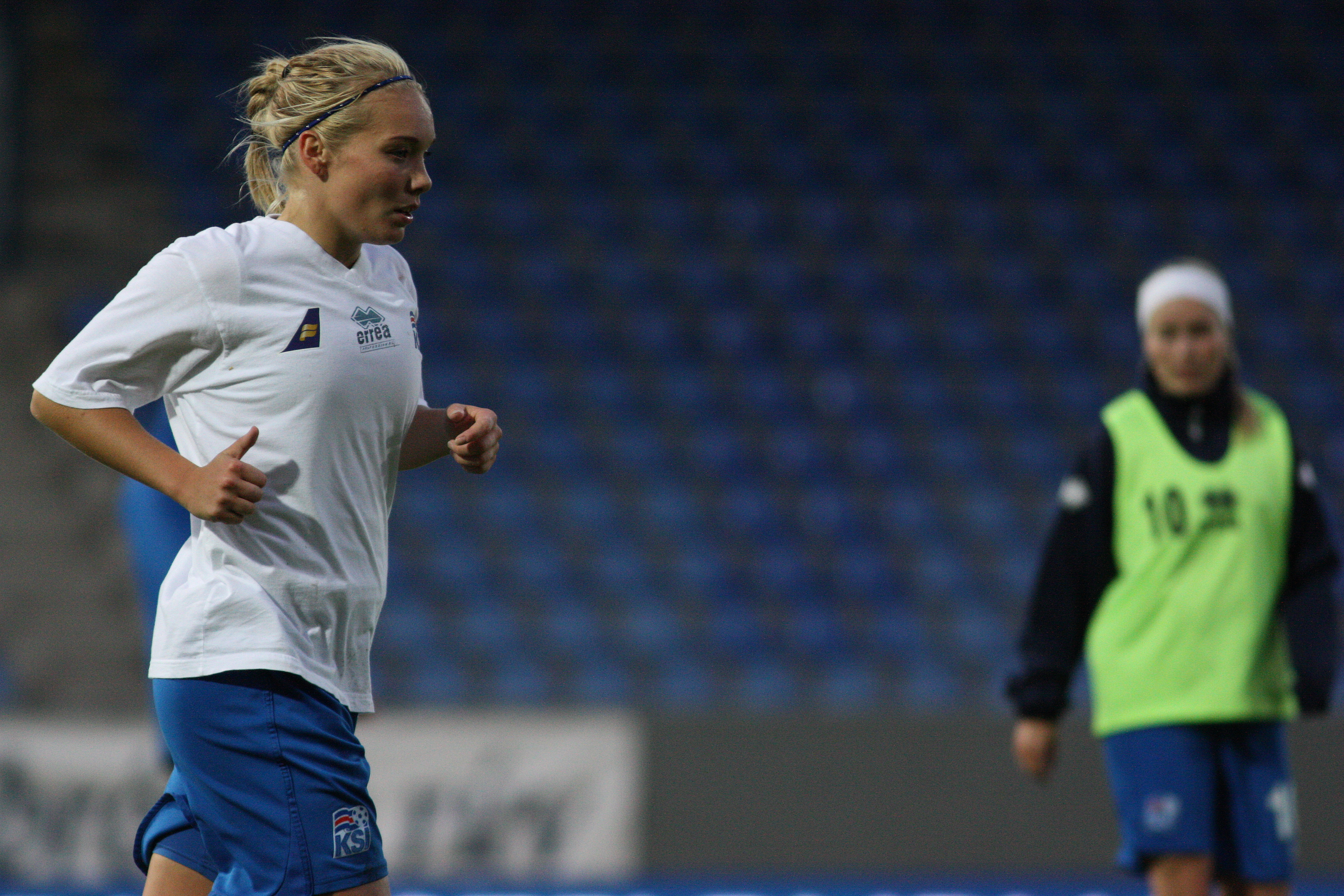
Margrét Lára Viðarsdóttir, illustrée ici sur la gauche en 2009, a reçu le prix cinq fois.

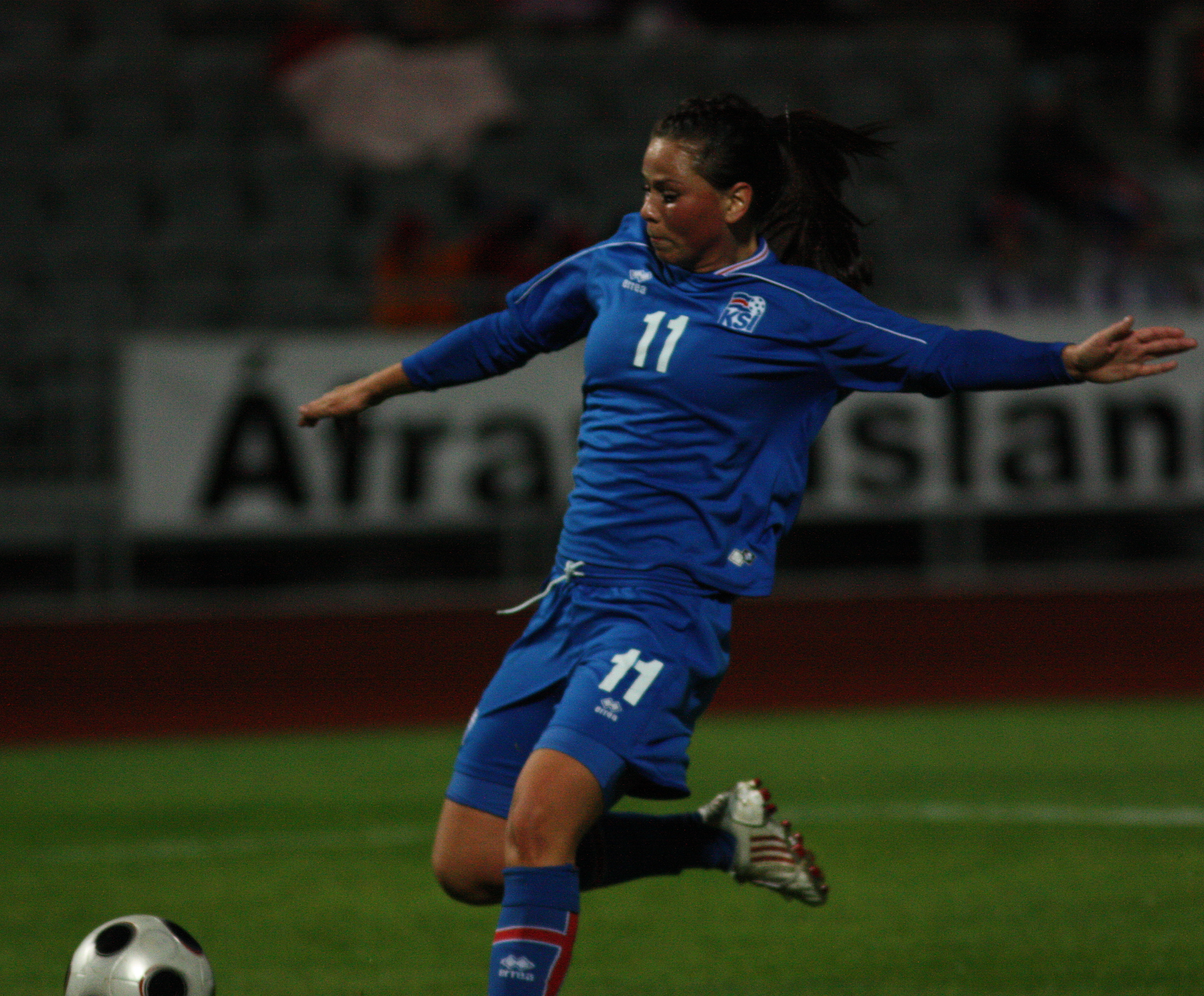
Sara Björk Gunnarsdóttir, photographié ici en 2009, est deux fois lauréate du prix féminin.

| Année | Joueuse                     | Club                         |
| ----- | --------------------------- | ---------------------------- |
| 1997  | Guðrún Jóna Kristjánsdóttir | KR Women                     |
| 1998  | Katrín Jónsdóttir           | Kolbotn                      |
| 1999  | Guðlaug Jónsdóttir          | KR Women                     |
| 2000  | Rakel Ögmundsdóttir         | Breiðablik                   |
| 2001  | Olga Færseth                | KR Women                     |
| 2002  | Ásthildur Helgadóttir       | KR Women                     |
| 2003  | Ásthildur Helgadóttir       | KR Women                     |
| 2004  | Margrét Lára Viðarsdóttir   | ÍBV Women                    |
| 2005  | Ásthildur Helgadóttir       | Malmö FF Dam                 |
| 2006  | Margrét Lára Viðarsdóttir   | Valur Women                  |
| 2007  | Margrét Lára Viðarsdóttir   | Valur Women                  |
| 2008  | Margrét Lára Viðarsdóttir   | Valur Women                  |
| 2009  | Þóra Björg Helgadóttir      | Kolbotn                      |
| 2010  | Hólmfríður Magnúsdóttir     | Philadelphia Independence    |
| 2011  | Margrét Lára Viðarsdóttir   | Kristianstads                |
| 2012  | Þóra Björg Helgadóttir      | LdB FC Malmö                 |
| 2013  | Sara Björk Gunnarsdóttir    | LdB FC Malmö                 |
| 2014  | Harpa Þorsteinsdóttir       | Stjarnan                     |
| 2015  | Sara Björk Gunnarsdóttir    | Rosengård                    |
| 2016  | Sara Björk Gunnarsdóttir    | Rosengård / VfL Wolfsbourg   |
| 2017  | Sara Björk Gunnarsdóttir    | Wolfsburg                    |
| 2018  | Sara Björk Gunnarsdóttir    | Wolfsburg                    |
| 2019  | Sara Björk Gunnarsdóttir    | Wolfsburg                    |
| 2020  | Sara Björk Gunnarsdóttir    | Wolfsburg Olympique Lyonnais |
| 2021  | Sveindís Jane Jónsdóttir    | Breiðablik Wolfsburg         |
| 2022  | Glódís Perla Viggósdóttir   | Bayern Munich                |
| 2023  | Glódís Perla Viggósdóttir   | Bayern Munich                |
| 2024  | Glódís Perla Viggósdóttir   | Bayern Munich                |